# Bordetella tumulicola
Bordetella tumulicola es una especie de bacteria gramnegativa del género Bordetella. Fue descrita en el año 2015. Su etimología hace referencia a túmulo. Es aerobia e inmóvil. Tiene un tamaño de 0,7-0,8 μm de ancho por 1-1,2 μm de largo. Catalasa y oxidasa positivas. Forma colonias lisas, convexas, enteras, opacas, brillantes y de color amarillo claro en agar NA tras 48 horas de incubación. También crece en MacConkey. Temperatura de crecimiento entre 10-37 °C, óptima de 25-30 °C. Tiene un contenido de G+C de 59,6%. Se ha aislado de tinta negra en las pinturas de los túmulos de Takamatsuzuka, Japón.